# Asteropeia amblyocarpa
Asteropeia amblyocarpa är en tvåhjärtbladig växtart som beskrevs av Louis René Tulasne. Asteropeia amblyocarpa ingår i släktet Asteropeia och familjen Asteropeiaceae. Inga underarter finns listade i Catalogue of Life.